# Corde dynamique
Pour un article plus général, voir Corde de verticalité.
Une corde dynamique est une corde de verticalité conçue pour absorber l’énergie du grimpeur durant sa chute en escalade ou alpinisme. C'est l'un des équipements de protection individuelle de la chaîne d’assurage du grimpeur en tête. Elle est constituée d'une âme relativement élastique qui amortit la chute et d'une gaine de protection qui garantit l'intégrité de ces propriétés face aux risques de rupture par cisaillement ou frictions sur le rocher.

## Propriété principale
Une corde dynamique possède une certaine capacité d'élasticité, située entre 8 et 10 % et jusqu'à 30 % lors d'une chute[pas clair][réf. nécessaire]. La conservation de cette propriété, qui permet de dissiper l'énergie de la chute et ainsi d'amortir les chocs, est la principale caractéristique de ces cordes.
Sur une voie d'escalade, un grimpeur progresse en tête en étant relié en permanence par une corde qui passe dans un point d'ancrage situé en dessous de lui. En cas de chute, il est retenu par l'assureur via la corde. Si celle-ci n'a aucune capacité d'allongement (corde dite statique), il court le risque d'être désarticulé par le choc que ses membres et surtout sa colonne vertébrale subissent au moment de la tension de la corde. Il risque aussi d'être précipité dans le vide, à la suite de l'arrachement, sous le choc, des points d'ancrage placés dans le rocher. Enfin, la corde elle-même peut rompre, laissant le grimpeur sans protection.

## Norme
Pour correspondre à la norme européenne avec marquage CE EN-892/UIAA-101, une corde dynamique doit être capable, après vérification par des tests lors de son homologation, de résister et d'amortir correctement sans rompre.
Une corde à simple ou une corde jumelée sur les deux brins doivent résister à au moins cinq chutes de facteur 1,77 pour une masse de 80 kg avec une force de choc de 12 kN au premier essai.
Pour une corde à double, les essais s'effectuent sur un brin. La corde doit aussi résister à cinq chutes de facteur 1,77, mais avec une masse de 55 kg pour une force de choc de 8 kN.
Au-delà de ces forces maximum, les chocs causeraient des lésions irréversibles. Elles correspondent à la décélération maximum admise par le corps humain, qui est de 15 G. 
Les fabricants annoncent cependant un plus grand nombre de chutes supportés, allant de 7 à 12, étant donné les conditions sévères du test[C'est-à-dire ?], qui ne prennent pas en compte l'élasticité du grimpeur[C'est-à-dire ?] et l'action dynamique de l'assureur.

## Facteur de chute
Cette section devrait être déplacée dans l'article Facteur de chute.
Pour plus d’informations, se reporter en page de discussion. (juillet 2025)
Le facteur de chute est le rapport entre la longueur de la chute (hors allongement de la corde) et la longueur de corde sur laquelle sera amortie cette chute. Le temps de la chute n'intervient pas dans son calcul. Ce facteur varie de 0 à 2 sur une voie d'escalade ; il peut être beaucoup plus important en via ferrata notamment et nécessite un système d'amortissement spécifique à cette pratique.

### Facteur de chute 0
Une chute de facteur 0 correspond à une chute en moulinette, la corde étant accrochée au-dessus du grimpeur.

### Facteur de chute 1
Une chute de facteur 1 correspond à une chute de la longueur de corde qui sépare le grimpeur de son assureur. Par exemple, si le grimpeur chute à 5 mètres au-dessus du relais après avoir posé un premier point d'ancrage à 2,5 m ; il chutera de 5 m pour 5 m de corde.

### Facteur de chute 2
Une chute de facteur 2 correspond à une chute du double de la longueur de corde qui sépare le grimpeur de son assureur ou son propre assurage que l'on retrouve dans deux situations particulières qu'il faut éviter.
Par exemple, au départ du relais, si le grimpeur chute juste de 1 m sans avoir posé de point, il chutera de 2 m pour 1 m de corde. Le choc à amortir sera donc bien plus important pour les 1 m de corde que pour les 10 m de l'exemple précédent, au risque aussi d'arracher les points du relais.
Autre exemple au relais, le grimpeur étant longé et grimpe au dessus du relais, la longe est alors tendue vers le haut ; le grimpeur chute alors du double de la longueur de la longe. Dans cet exemple, la force de choc entre en ligne de compte, ce qui permet à une longe dynamique de résister au choc mais pas à une longe statique effectuée avec un anneau de sangle nylon.

## Force de choc
Toujours dans le cadre des normes européennes, la force de choc est une mesure qui vise à imposer un confort minimal lors du choc. Elle correspond à la force maximale (décélération) exercée sur le corps retenu dans sa chute, entre le début du freinage et l'arrêt du mouvement. Elle est habituellement exprimée en kilonewtons (kN). Cette valeur est limitée à 8 kN pour les cordes à double et à 12 kN pour les cordes à simple et jumelées.
Lors de l'utilisation en moulinette, les cordes perdent rapidement leur élasticité, car le grimpeur est souvent en tension sur la corde. Cela n'arrive pas avec un grimpeur qui grimpe en tête, car sa corde est généralement en dessous de lui. Une corde est choisie selon la pratique : les cordes adaptées à l'utilisation en moulinette amortissent moins les chocs, mais ont une durée de vie plus longue, et les cordes qui absorbent le mieux les chocs perdent rapidement leur capacité d'allongement si elles sont régulièrement utilisées en moulinette[réf. souhaitée].

## Utilisation

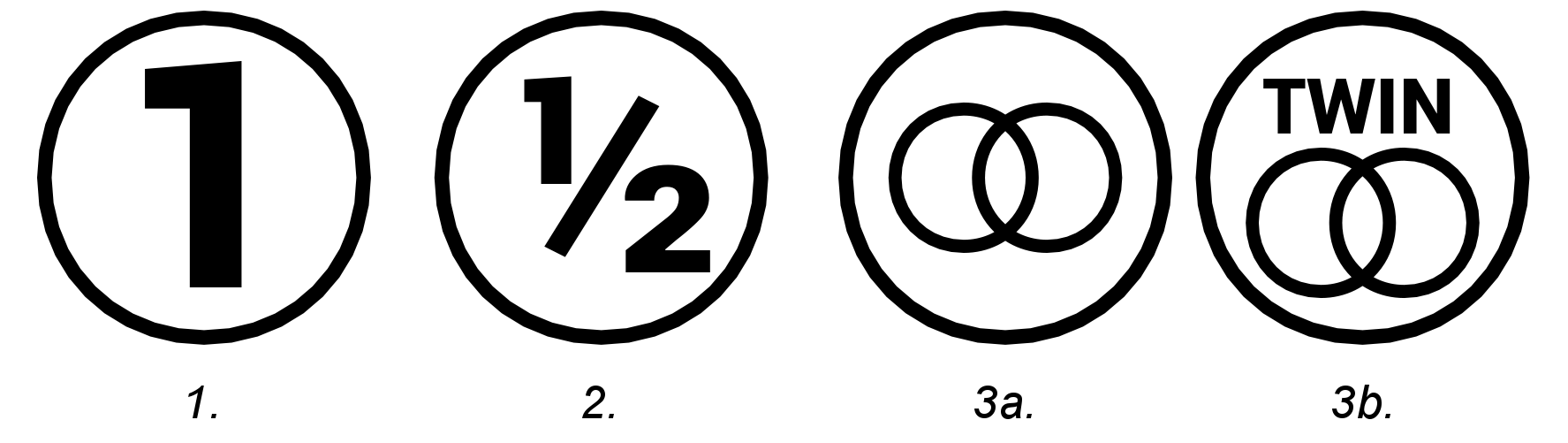
Sigles du type d'utilisation : 1 - à simple, ½ - à double, deux cercles - jumelées.

L'utilisation est dite à simple lorsque l'utilisateur est assuré par un seul brin de corde, à double lorsqu'il est assuré par deux brins indépendants clippés alternativement aux points d'ancrage, jumelée lorsqu'il est assuré par deux brins indépendants mais tous les deux clippés aux points d'ancrage. Une corde dynamique peut avoir un seul ou plusieurs types d'utilisation. La norme EN-892/UIAA-101 définit les spécifications des cordes d'escalade dynamiques selon l'utilisation prévue. Le ou les types de corde sont rappelés sur l'étiquette de la corde, s'il y en a une, et sur la notice technique du constructeur, par un « 1 », « ½ » ou deux cercles unis et inscrits dans un cercle.

### Avec corde à simple

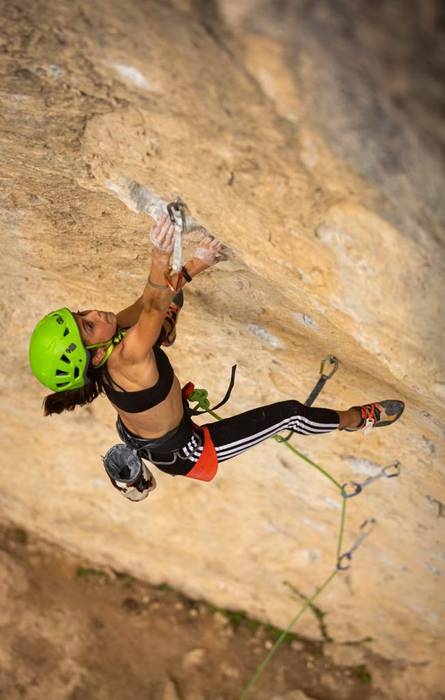
Escalade en tête avec corde à simple.

Le grimpeur monte en tête relié à un seul brin de corde. Ce type de corde est le plus utilisé en escalade sportive d'une longueur et reste adaptée à une utilisation en moulinette depuis le bas de la voie. Il est possible de les utiliser en grande voie pour une équipée de deux grimpeurs maximum, pour peu que la corde mesure au moins le double de la longueur des voies puis des rappels avec un marquage à mi-corde. Cette utilisation reste moins pratique, moins efficace, plus lourde et moins rapide à utiliser en rappel que des cordes à double. Elle permet toutefois une gestion plus facile d'une seule corde au relais.

#### Corde pour la salle

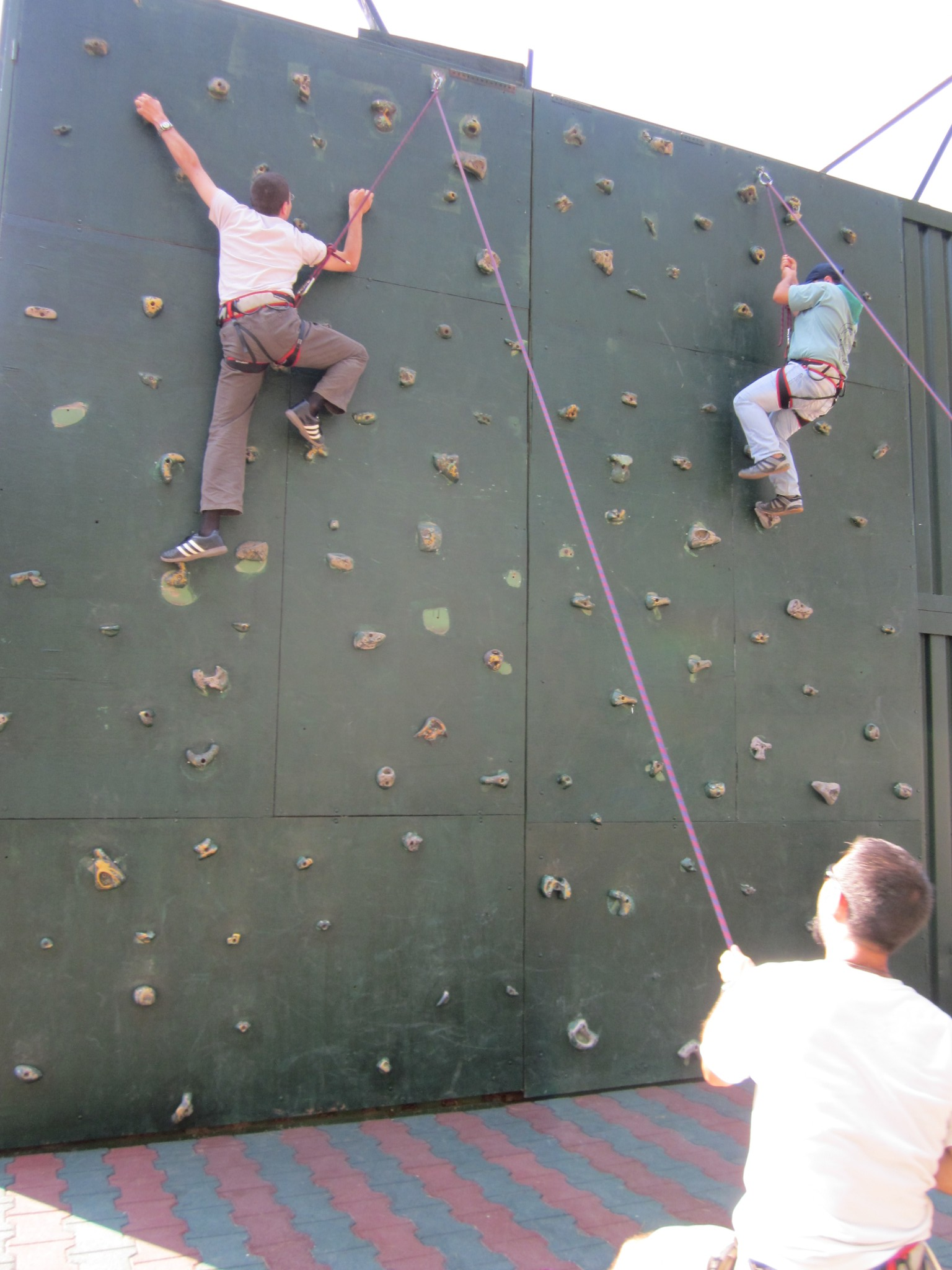
En atelier moulinette, la gaine de la corde est fortement sollicitée par le frottement sur l'anneau du relais.

Les cordes à simple que l'on retrouve sous l'appellation « cordes indoor » ou « en intérieur » sont conçues pour l'utilisation en salle ou plus généralement pour les structures artificielles d'escalade (SAE), sont d'une conception particulière. La gaine de protection est plus épaisse pour les cordes dynamiques conçues par les fabricants. Ces cordes subissent des frottements importants au relais, d'autant plus que l'assurage est verticale, lors d'une utilisation fréquente en moulinette et de petites chutes répétées. Elles sont aussi d'un diamètre supérieur, autour de 10 mm, pour une meilleure prise en main et un confort en initiation lors de l'assurage. Elles sont généralement d'une longueur de 30 m ou 40 m, adaptées à la hauteur des voies d'initiation en SAE. Les fabricants les proposent en multiples couleurs, de façon à pouvoir les identifier facilement d'un coup d’œil dans la salle ainsi que pour le changement annuel obligatoire, et à faciliter la gestion des équipements de protection individuelle (EPI).

### Avec cordes à double

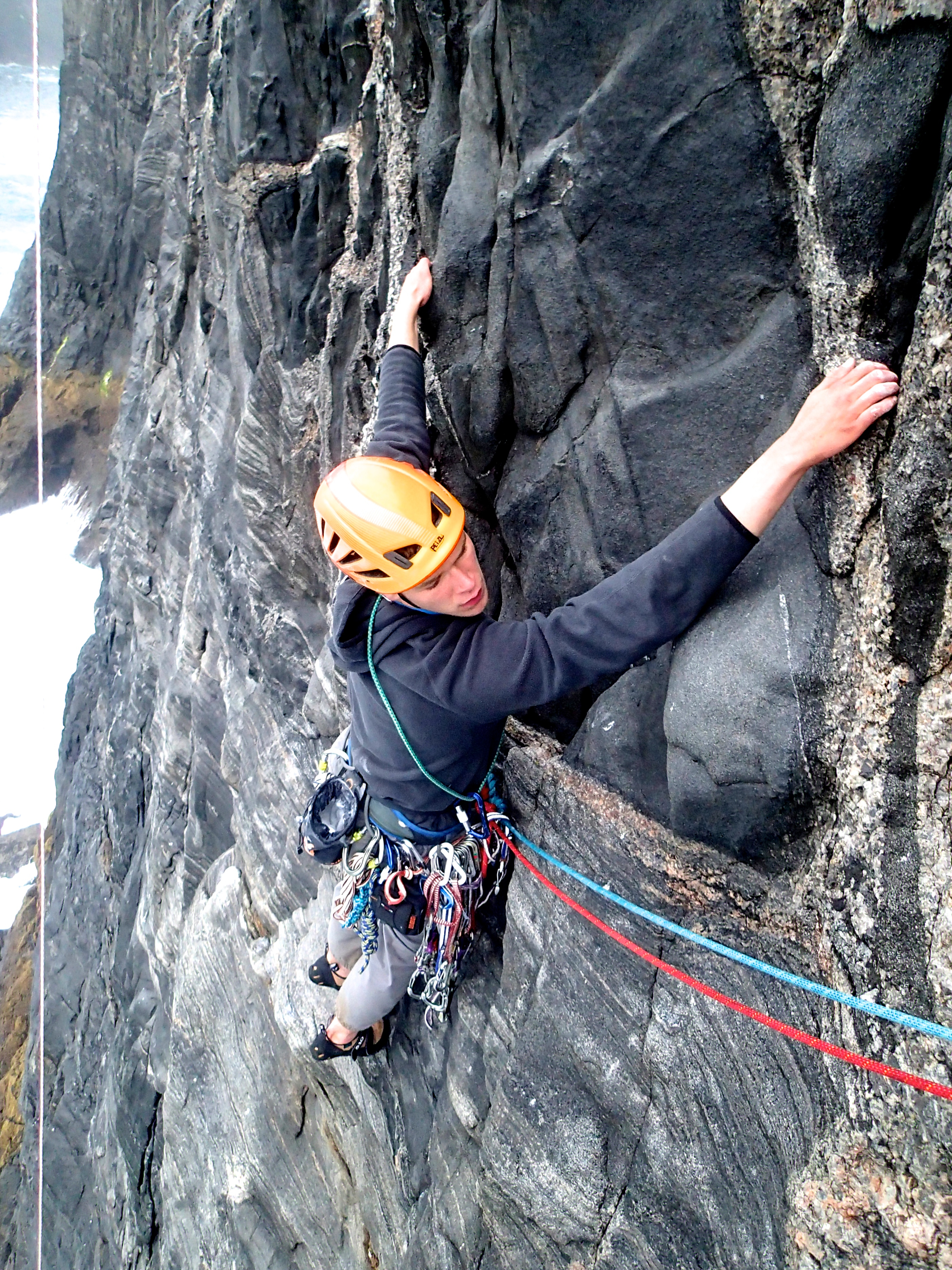
Escalade en grande voie avec corde à double.

Le grimpeur de tête monte relié à deux brins de corde, chaque brin identique ayant un diamètre inférieur à celui d'une corde à simple. Un grimpeur second relié à deux brins ou deux grimpeurs seconds reliés chacun à un brin le rejoignent en moulinette. Ce système d'encordement est surtout utilisé en grande voie, en alpinisme et en escalade artificielle.

#### Objectifs
Son intérêt principal est d'augmenter la sécurité du grimpeur en tête lors d'une chute, surtout sur des parcours longs et sinueux. Ce type de corde dynamique à double permet le clippage alternatif d'un seul brin sur les deux, de limiter alors le tirage et d'augmenter le confort de clippage, et ainsi réduire le facteur de chute réel du grimpeur de tête. Il permet aussi à un ou deux grimpeurs seconds en moulinette de grimper avec le grimpeur de tête ; d'installer et d'enchaîner plus rapidement les rappels qu'avec une corde à simple, quand la descente à pied n'est pas possible ou que la descente en moulinette est proscrit pour raison de risque de cisaillement de corde.

#### Manipulations à double
Le grimpeur mousquetonne à chaque dégaine un seul des deux brins, ce qui limite le tirage et permet d'être assuré en permanence sur l'un ou sur l'autre des brins. En cas de chute, un seul brin travaille, le dernier clippé : il est plus élastique qu'un brin de corde à simple, ce qui réduit la tension exercée sur les points d'ancrage clippés un sur deux, réduisant d'autant le tirage. Cet effet est recherché en terrain d'aventure et en escalade glaciaire et dans tous parcours sinueux.

#### Intérêts selon le contexte
Les cordes à double sont utilisables en cordée de deux ou trois grimpeurs. La progression à deux peut s'effectuer soit en leader fixe, le même grimpeur étant en tête — un choix lié au niveau de grimpe ou/et de compétence supérieure du leader —, soit en reversible, avec une progression plus rapide où le leader passe second à la longueur suivante — les grimpeurs ayant un niveau homogène. La cordée à trois est dite progression en flèche, où le leader en tête est devant au centre de la cordée, les deux seconds en moulinette à chaque extrémité rejoignent le leader ensemble décalés de quelques mètres. Cette progression implique une grimpe en leader fixe : le leader passe obligatoirement devant, en tête[réf. nécessaire].

### Avec cordes jumelées
Comme avec les cordes à double, le leader s'encorde sur les deux brins, mais il a l'obligation de toujours clipper les deux brins. Les cordes jumelées sont souvent plus légères que les cordes à double, mais ces dernières ont tendance à leur être préférées en raison de leur plus grande souplesse d'utilisation.